# Аркалыкский государственный педагогический институт
Аркалыкский педагогический институт им. И. Алтынсарина — государственное высшее учебное заведение.

## История
Основан 12 апреля 1972 года согласно Постановлению № 220 Центрального Комитета Коммунистической партии Казахстана и Совета Министров КазССР.
С 1976 года открыт мемориально-педагогический музей И.Алтынсарина (ныне — Музей им. И.Алтынсарина).
В октябре 1977 года институту было присвоено имя И.Алтынсарина.
На данный момент полное наименование учебного заведения -Республиканское государственное предприятие на праве хозяйственного ведения «Аркалыкский государственный педагогический институт им. И.Алтынсарина» Министерства образования и науки Республики Казахстан, сокращенное название — «АркГПИ».

## Факультеты
В настоящее время в составе института факультета: факультет истории и искусств, факультет естествознания и информатизации, факультет педагогики и филологии.
Функционируют центры и отделы: учебно-методический центр, центр информационных технологий, редакционно-издательский отдел, информационно-библиотечный комплекс, отдел мультимедийного сопровождения учебного процесса, музей истории образования, музей естествознания, архив, художественно-оформительская мастерская, психолого-педагогический комплекс, учебные лаборатории, мультимедийные аудитории, лингафонные кабинеты, кабинеты с интерактивными досками; спортивные залы, медицинские пункты.